# 天顺 (明朝)
天顺（1457年—1464年）为中国明朝第六个皇帝明英宗朱祁镇二次登基后的年号，前后共八年。景泰八年正月十七日明英宗復位，同年正月二十一日改元天順。天顺八年正月二十二日明宪宗即位沿用，翌年改元成化。

## 大事记
- 大明一統志於天順五年四月成書。
- 曹石之變

## 重要人物
- 徐有贞
- 石亨
- 曹吉祥
- 門達
- 李贤
- 袁彬

## 公元纪年对照表
| 天順 | 元年   | 二年   | 三年   | 四年   | 五年   | 六年   | 七年   | 八年   |
| ---- | ------ | ------ | ------ | ------ | ------ | ------ | ------ | ------ |
| 公元 | 1457年 | 1458年 | 1459年 | 1460年 | 1461年 | 1462年 | 1463年 | 1464年 |
| 干支 | 丁丑   | 戊寅   | 己卯   | 庚辰   | 辛巳   | 壬午   | 癸未   | 甲申   |

## 同期存在的其他政权年号
- 中國
  - 天绣（1457年）：明朝时期—王斌之年号
  - 武烈（1460年）：明朝时期—李添保之年号
- 越南
  - 延寧（1454年－1459年）：后黎朝—仁宗黎邦基之年号
  - 天興或天與 （1459年－1460年）：后黎朝—前废帝黎宜民之年号
  - 光順（1460年－1470年）：后黎朝—圣宗黎思诚之年号
- 日本
  - 康正（1455年－1457年）：后花园天皇之年號
  - 长禄（1457年－1460年）：后花园天皇之年號
  - 宽正（1460年－1466年）：后花园天皇与後土御門天皇之年號

## 深入閱讀
- 李崇智. . 北京: 中華書局. 2004年12月. ISBN 7101025129.
- 鄧洪波. . 臺北: 國立臺灣大學東亞經典與文化研究計劃. 2005年3月  [2021-11-26]. ISBN 9789860005189. （原始内容 (pdf)存档于2007-08-25）.